# نایدرندورفربورگ
نایدرندورفربورگ (به آلمانی: Niederndorferberg) یک منطقهٔ مسکونی در اتریش است که در ناحیه کوفستاین واقع شده‌است. نایدرندورفربورگ ۱۲٫۱۵ کیلومتر مربع مساحت دارد ۷۳۸ متر بالاتر از سطح دریا واقع شده‌است.